# Episodi di Schitt's Creek (seconda stagione)
La seconda stagione della serie televisiva Schitt's Creek, composta da 13 episodi, è stata trasmessa in Canada su CBC Television dal 12 gennaio al 29 marzo 2016.
In Italia, la stagione è stata interamente pubblicata su Mediaset Infinity il 29 luglio 2021.
| n° | Titolo originale       | Titolo italiano                    | Prima TV Canada  | Prima TV Italia |
| -- | ---------------------- | ---------------------------------- | ---------------- | --------------- |
| 1  | Finding David          | Alla ricerca di David              | 12 gennaio 2016  | 29 luglio 2021  |
| 2  | Family Dinner          | Cena di famiglia                   | 12 gennaio 2016  | 29 luglio 2021  |
| 3  | Jazzagals              | Jazzagals                          | 19 gennaio 2016  | 29 luglio 2021  |
| 4  | Estate Sale            | Vendita all'asta                   | 26 gennaio 2016  | 29 luglio 2021  |
| 5  | Bob's Bagels           | I bagel di Bob                     | 2 febbraio 2016  | 29 luglio 2021  |
| 6  | Moira vs. Town Council | Moira contro il Consiglio Comunale | 9 febbraio 2016  | 29 luglio 2021  |
| 7  | The Candidate          | Il candidato                       | 16 febbraio 2016 | 29 luglio 2021  |
| 8  | Milk Money             | La banda del latte                 | 23 febbraio 2016 | 29 luglio 2021  |
| 9  | Moira's Nudes          | I nudi di Moira                    | 1º marzo 2016    | 29 luglio 2021  |
| 10 | Ronnie's Party         | La festa di Ronnie                 | 8 marzo 2016     | 29 luglio 2021  |
| 11 | The Motel Guest        | L'ospite del motel                 | 15 marzo 2016    | 29 luglio 2021  |
| 12 | Lawn Signs             | I cartelli elettorali              | 22 marzo 2016    | 29 luglio 2021  |
| 13 | Happy Anniversary      | Buon anniversario                  | 29 marzo 2016    | 29 luglio 2021  |